# Bosques de pino-encino de Mesoamérica
Los bosques de pino-encino de Mesoamérica es una agrupación de ecorregiones de Centroamérica y el sur de México (Mesoamérica). Estas ecorregiones fueron designadas como tal por el Fondo Mundial para la Naturaleza dentro de su lista de Global 200, que prioriza las 200 ecorregiones del mundo prioritarias para conservar.
Estos bosques incluyen bosques montanos subtropicales donde predominan los árboles de pino y encino (o roble) y se extienden a través de varias cordilleras importantes de Mesoamérica, como el eje Neo volcánico y la Sierra Madre del Sur. 
Las ecorregiones incluidas en esta agrupación son:
- Bosques montanos de América Central
- Bosques de pino-encino de América Central
- Selva de los Chimalapas
- Bosques de pino-encno de la Sierra Madre del Sur
- Bosques de pino-encino de la Sierra Madre de Oaxaca
- Bosques de pino-encino del Eje Neovolcánico Mexicano